# Liste der Monuments historiques in Fontaine-Fourches
Die Liste der Monuments historiques in Fontaine-Fourches führt die Monuments historiques in der französischen Gemeinde Fontaine-Fourches auf.

## Liste der Objekte
| Bezeichnung | Beschreibung          | Standort                       | Kennzeichnung | Schutzstatus | Datum | Bild |
| ----------- | --------------------- | ------------------------------ | ------------- | ------------ | ----- | ---- |
| Glocke      | Bronze, 1734 gegossen | in der Kirche St-Martin (Lage) | PM77000681    | Classé       | 1942  |      |